# Angelo Zomegnan
Angelo Zomegnan (Desio, 21 aprile 1955) è un giornalista, blogger e dirigente sportivo italiano.

## Biografia
Entrato alla Gazzetta dello Sport nel 1979, fu caposervizio e caporedattore centrale e ne diventò vice-direttore nel 2003. Dal 2004 al 2011 è stato il direttore unico del Giro d'Italia. Nel corso della carriera giornalistica ha seguito e raccontato eventi sportivi come i Giochi olimpici (otto edizione estive da Montreal 1976 ad Atene 2004), Tour de France, Giro d'Italia, Classiche e Mondiali di ciclismo.
Ha inoltre pubblicato numerosi volumi dedicati a questo sport. Da segnalare anche, negli anni ottanta, gli aggiornamenti dell'opera enciclopedica Rizzoli-Larousse per tutte le discipline sportive. Nel 2004 è stato comandato da RCS Quotidiani su RCS Sport con la responsabilità tra l'altro dell'organizzazione del Giro d'Italia, della Milano-Sanremo, del Giro di Lombardia (tutti eventi de La Gazzetta dello Sport che sono caduti nel centenario della nascita e/o delle edizioni) e della Tirreno-Adriatico.
Per il solo Giro d'Italia, nel 2005 propose la novità della partenza in notturna da Reggio Calabria e lo sterrato sul Colle delle Finestre, nel 2006 ricordò in Vallonia il disastro di Marcinelle, nel 2009 ha portato Lance Armstrong al debutto al Giro, dopo due anni di inattività. Nel 2007 lanciò la gara per professionisti "Strade Bianche" sulle strade sterrate e sulle crete del senese, con conclusione in piazza del Campo.
Dal 2005 al 2011, è vicepresidente dell'AIOCC, l'Associazione Internazionale degli Organizzatori di Corse Ciclistiche, che raggruppa 147 manifestazioni in tutto il mondo. Dal 2009 al 2011 è stato rappresentante dell'AIOCC in seno alla Fondazione Anti-Doping dell'UCI (Unione Ciclistica Internazionale). A partire dal Giro del 2012, a seguito delle dimissioni dall'incarico di direttore inoltrate il 30 maggio 2011, Zomegnan non è più il patron della corsa rosa dal 2011, anno in cui si è dimesso da La Gazzetta dello Sport come articolo 1 comandato su RCS Sport.
È stato successivamente consulente indipendente di RCS Media Group e Presidente del COL dei Campionati del mondo del 2013.
Dal 2012, in aggiunta all'organizzazione del Mondiali di Ciclismo 2013 a Firenze e nel resto della Toscana, si occupa di progetti e di realizzazioni di eventi in Europa, Asia e Stati Uniti d'America, con la innovACTION 11, azienda creata da lui stesso.
Nel 2018 entra a far parte dello staff dirigenziale della Pallacanestro Cantù come Senior Advisor del marketing, che lascia dopo qualche mese per divergenza di vedute.
Nel 2018 rinnova per conto di innovACTION 11 srl l'acquisizione delle licenze di Spartan Race per l'Italia per un nuovo quinquennio 2019-2023. Le iscrizioni alla corsa a ostacoli numero 1 al mondo salgono a 30.000 nella stagione e per il 2019 lancia la destinazione Dolomiti Alleghe (Belluno) per i Campionati d'Europa Spartan a coronamento di un'annata resa particolarmente felice dalle tappe di Maggiora OffRoad (Novara), Orte (Viterbo), Campi Bisenzio (Firenze), Misano Adriatico (Rimini), Taranto, Alleghe Dolomiti, San Felice Circeo, Cesenatico, Gubbio, Cerveteri, Città Sant'Angelo.
Dal 2022 risiede a Malta dove viene proposta una tappa di Spartan e dove lancia nel 2024 la pubblicazione Sport Cannibals con Amazon Libri e Kindle Store: storie, misteri e imprese di Alcaraz, Ancelotti, Brignone, Goggia, Jacobs, LeBron, Merckx, Pantani, Pogacar, Sinner e Verstappen: viaggio tra i numeri uno dello sport.